# Dave Kennedy

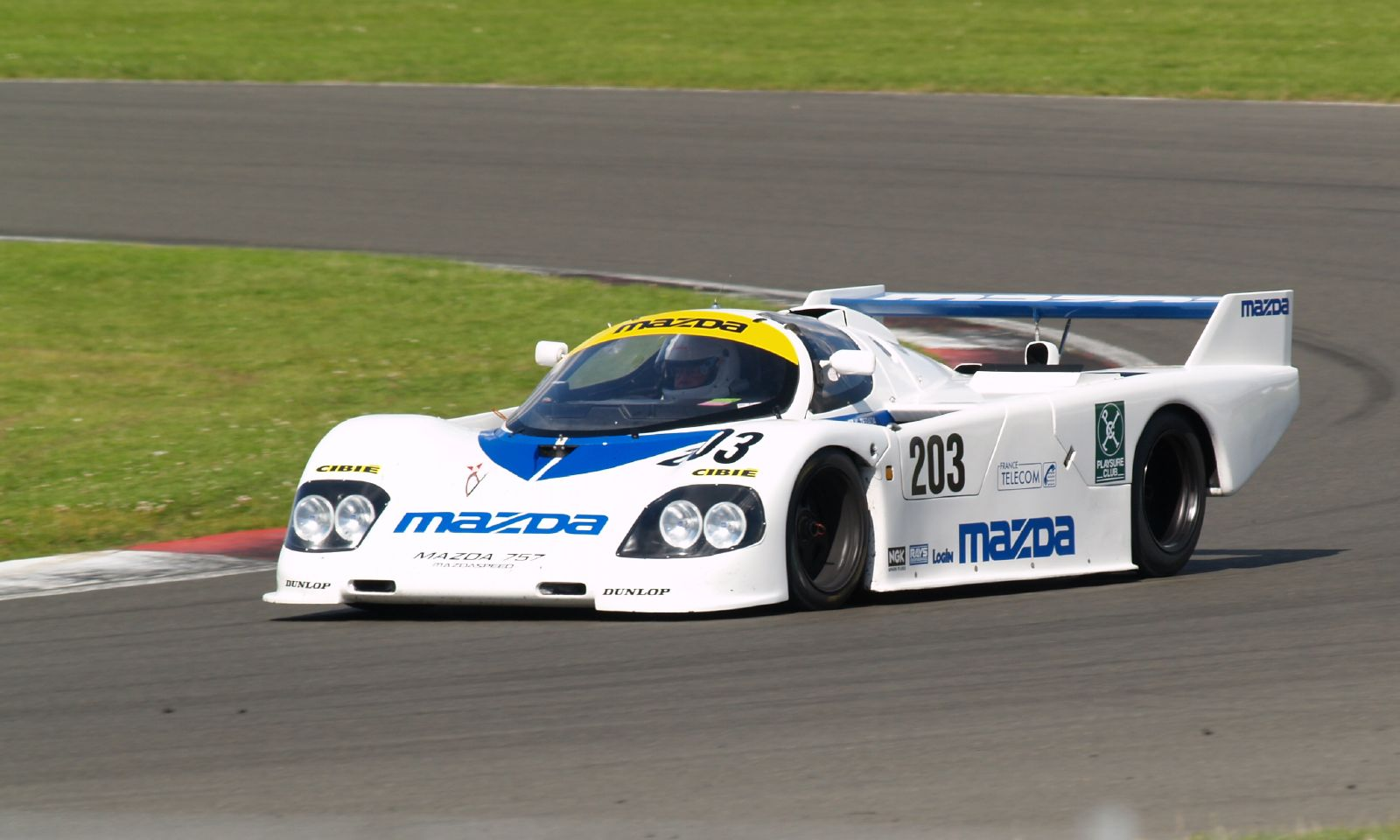
Imatge del Mazda 757 que Dave Kennedy va conduir a les 24 Hores de Le Mans de 1988.

 Dave Kennedy  va ser un pilot de curses automobilístiques irlandès que va arribar a disputar curses de Fórmula 1.
Va néixer el 15 de gener del 1953 a Sligo, Connacht, Irlanda.

## A la F1
Dave Kennedy va debutar a la primera cursa de la temporada 1980 (la 31a temporada de la història) del campionat del món de la Fórmula 1, disputant el 13 de gener del 1980 el G.P. de l'Argentina al circuit d'Oscar Alfredo Galvez.
Va participar en un total de set curses puntuables pel campionat de la F1, disputades totes dins la temporada 1980, no aconseguint classificar-se per disputar cap cursa i no assolí cap punt pel campionat del món de pilots.

## Resultats a la Fórmula 1
| Any  | Equip           | Xassís | Motor    | 1       | 2       | 3       | 4         | 5       | 6       | 7       | 8   | 9   | 10  | 11  | 12  | 13  | 14  | Posició | Punts |
| ---- | --------------- | ------ | -------- | ------- | ------- | ------- | --------- | ------- | ------- | ------- | --- | --- | --- | --- | --- | --- | --- | ------- | ----- |
| 1980 | Shadow Cars     | Shadow | Cosworth | ARG NVQ | BRA NVQ | SUD NVQ | O.USA NVQ | BEL NVQ |         |         |     |     |     |     |     |     |     | -       | 0     |
| 1980 | Theodore Shadow | Shadow | Cosworth |         |         |         |           |         | MON NVQ |         |     |     |     |     |     |     |     | -       | 0     |
| 1980 | Theodore Shadow | Shadow | Cosworth |         |         |         |           |         |         | FRA NVQ | GBR | ALE | AUT | HOL | ITA | CAN | USA | -       | 0     |

### Resum
| Curses: | Victòries: | Pòdiums: | Poles: | Voltes ràpides: | Punts: |
| ------- | ---------- | -------- | ------ | --------------- | ------ |
| 7 (0)   | 0          | 0        | 0      | 0               | 0      |